# دوري كرة القدم السلوفيني الدرجة الثالثة 1999–2000
دوري كرة القدم السلوفيني الدرجة الثالثة 1999–2000 هو موسم من دوري كرة القدم السلوفيني الدرجة الثالثة ‏. فاز فيه NK Komenda ‏.